# Josef Peter Eggen
Josef Peter Eggen (* 9. Juni 1935 in Hengersberg) ist ein deutscher Steuerberater.

## Werdegang
Nach dem Abitur 1954 studierte Eggen an der Fachhochschule für Finanzbeamte und an der Hochschule für Wirtschafts- und Sozialwissenschaften in Nürnberg. Anschließend trat er in den gehobenen Dienst der bayerischen Finanzverwaltung ein. Seit 1968 führt er in Fürth eine eigene Kanzlei als Steuerberater und vereidigter Buchprüfer.
Er war Vizepräsident des Bundes der Steuerzahler in Bayern und arbeitete als Steuerexperte in internationalen Gremien des Steuerrechts mit sowie bei der Ausarbeitung von Gesetzesentwürfen mit. Er ist Honorarkonsul von Liberia und Präsident der Deutsch-Liberianischen Gesellschaft.

## Ehrungen
- 1990: Verdienstkreuz am Bande der Bundesrepublik Deutschland
- Blaues Band von Afrika
- Großes Verdienstkreuz am Bande mit Stern und Schulterband der Republik Polen